# Língua xáuia
Xáuia, berbere xáuia (em francês: Chaouis ou chaouïa) (forma nativa Tacawit Predefinição:IPA-tam), é uma língua Zenati Berbere falada em Argélia pelo povo Chaouis. A área de fala principal da língua é a nas Montanhas de Orés no leste da Argélia e as áreas adjacentes, incluindo Batna (província), Khenchela, Sétif, Oum El Bouaghi (província), Souk Ahras, Tébessa e a parte norte de Biskra.

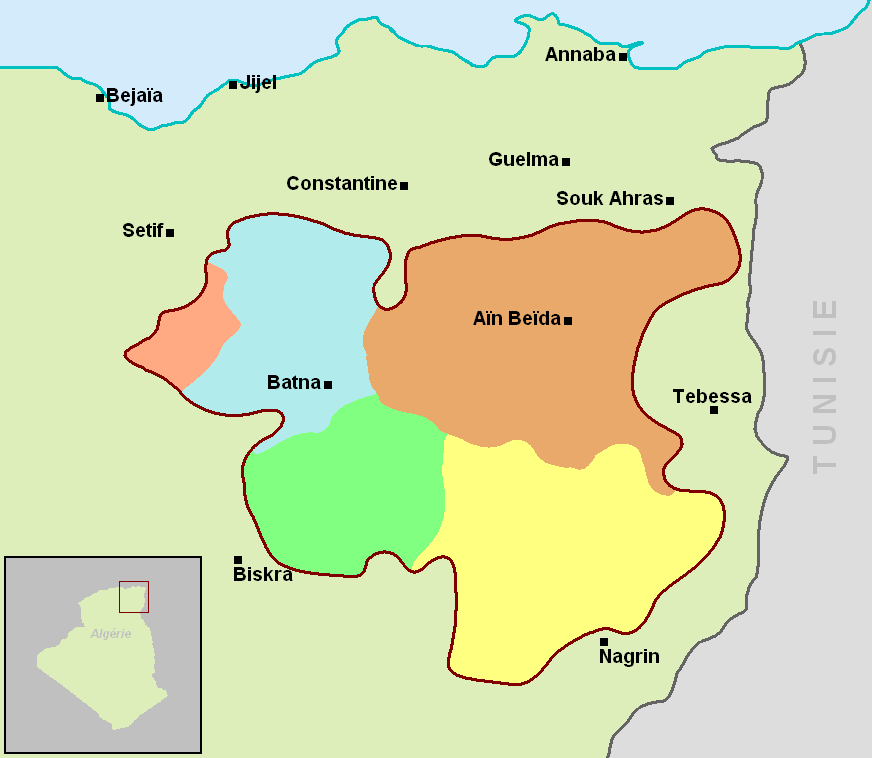
Distribuição geográfica dos dialetos de Shawiya no nordeste da Argélia

## Língua
O povo Shawiya chama a sua língua de  Tacawit  ( Thashawith ) θʃawɪθ ou  [hʃawɪθ]), que também é conhecido como Numberian Berber. As estimativas do número de falantes variam de 1,4 a 3 milhões de falantes.
A ortografia de Chaouïa é comumente vista, devido à influência das convenções francesas na Argélia. Outras grafias são "Chaoui", "Shawia", "Tachawit", "Thachawith", "Tachaouith" e "Thchèwith". Em Shawiya, o principal  / t / - pronunciado [θ] nesse ambiente fonético - é frequentemente reduzido a um  / h /, então o nome nativo é frequentemente ouvido como "Hašawiθ".
Shawiya Berber era, até recentemente, uma língua não escrita e raramente ensinada na escola. Como o povo Shawiya era predominantemente rural e isolado, eles freqüentemente mudavam para árabe argelino, francês ou mesmo inglês para discutir preocupações tecnologia não tradicionais e sociológicas. 
Recentemente, a língua Shawiya, juntamente com a língua Cabila começou a alcançar alguma proeminência cultural e da mídia graças aos movimentos culturais e políticos berberes na Argélia e à introdução da educação linguística berbere em algumas escolas públicas